# Ère Genna
L'ère Genna (en japonais : 元和) est l'une des ères du Japon (年号, nengō, littéralement « le nom de l'année ») suivant l'ère Keichō et précédant l'ère Kan'ei, s'étendant du mois de juillet 1615 au mois de février 1624. L'empereur régnant est Go-Mizunoo (後水尾天皇).

## Changement de l'ère
1615 Genna gannen (元和元年) : le nom de l'ère est changé pour marquer le couronnement de l'empereur Go-Mizunoo et, en raison de désastres tels que le siège d'Osaka (大坂の役,, Ōsaka-no-eki), ou, plus communément, « Siège d'Osaka » (大坂の陣,, Ōsaka-no-jin). L'ère précédente se termine et la nouvelle commence le vingt de Keichō.
Le siège d'Osaka est une série de batailles entreprises par le shogunat Tokugawa contre le clan Toyotomi et qui se termine par la destruction de ce clan. Divisé en deux étapes (la « campagne d'hiver » et la « campagne d'été »), de 1614 à 1615, le siège met fin à la dernière grande opposition armée à la création d'un shogunat Tokugawa durable. La fin de cette période de combats est aussi parfois appelée l'armistice de Genna (元和偃武,, Genna-enbu) car le nom de l'ère est changé de « Keichō » par « Genna » immédiatement après sa résolution finale.
Sur ordre de Tokugawa Ieyasu, le nom de l'ère de l'empereur de Chine Tang Xianzong est adopté.

## Événements de l'ère Genna
- 1615 (Genna 1) : Tokugawa Ieyasu et son fils, le shogun Hidetada, marchent contre le château d'Osaka qui est pris et incendié. Hideyori s'arrange cependant pour fuir vers Satsuma où il a préparé un refuge à l'avance[3].
- 1er septembre 1615 (Genna 1, 9e jour du 7e mois) : Ieyasu ferme le Hōkoku-jinja[4].
- 20 septembre 1615 (Genna 1, 28e jour du 7e mois) : Ieyasu promulgue le Genna-rei en 17 clauses[4].
- 1er juin 1616 (Genna 2, 17e jour du 4e mois) : Ieyasu décède à Suruga[3].
- 25 septembre 1617 (Genna 3, 26e jour du 8e mois) : décès de l'ancien empereur Go-Yōzei. Il est inhumé à Nikkō[3].
- 1618 (Genna 4, 8e mois) : une comète apparaît dans le ciel[3].
- 5 juillet 1620 (Genna 6, 6e jour du 6e mois) : l'empereur est marié à Tokugawa Kazuko, fille du shogun Hidetada[5].
- 1620 (Genna 6) : graves incendies à Mikayo le 30e jour du 2e mois et le 4e jour du 3e mois[3].
- 6 septembre 1623 (Genna 9, 12e jour du 8e mois) : Le bakufu relève l'allocation impériale d'entretien de 10 000 koku[4].
- 1623 (Genna 9) : Tokugawa Iemitsu, fils de Hidetada, arrive à la cour de l'empereur où il est intronisé shogun[3].